# 美國國家軍事戰略
美國國家軍事戰略（英語：National Military Strategy，縮寫：NMS）由參謀長聯席會議主席提交給國防部長的交付文件中，簡要概述了武裝部隊的戰略目標。國家安全戰略的主要指導來源為國家安全戰略文件。
參謀長聯席會議主席與參謀長聯席會議其他成員、一體化作戰司令部指揮官、聯合參謀部以及國防部長辦公室，根據《美國法典》第153條制定國家軍事戰略。該戰略要求主席不遲於每個偶數年的2月15日向參議院軍事委員會和眾議院軍事委員會提交全面審視國家軍事戰略的報告。該報告必須描述與總統制定的最新國家安全戰略一致的國家軍事戰略、國防部長向總統和國會提交的最新年度報告、國防部長提供的最新政策指引，以及總統或國防部長發布的任何其他國家安全或國防戰略指導。
美國國家軍事戰略報告需詳細描述戰略環境，並闡明對美國國家利益和國家安全產生影響的機會和挑戰。報告應詳細敘述對美國國家利益和安全構成最為重大的區域威脅，以及恐怖主義、大規模殺傷性武器和不對稱挑戰所帶來的國際威脅。
在描述了軍事行動的安全環境之後，國家安全局報告需具體說明該戰略的「目的、方式和手段」。美國國家軍事目標被視為“目的”，詳細說明了武裝部隊預計完成的任務。美國國家軍事戰略報告概述了這些目標與戰略環境、區域和國際威脅的相互關係。戰略和作戰概念被視為戰略的“方式”，描述了武裝部隊如何進行軍事行動以實現特定的軍事目標。此外，國家氣象局報告必須描述在可接受的軍事和戰略風險水準內實現目標所需的能力（即「手段」）的充足性。
軍事行動本身無法完全實現總統國家安全戰略中所訂定的目標。美國國家軍事戰略必須考慮盟友和其他合作夥伴的貢獻。軍事能力一直被視為綜合國家方法的一部分，該方法利用所有國家力量工具——軍事、資訊、外交、法律、情報、金融和經濟。國家軍事戰略報告必須評估美國和/或其他友好國家的地區盟友的能力、充分性和互通性，以長期支持美軍的作戰行動和其他行動。
國家氣象局報告還包括對與成功執行該戰略所需的任務相關的戰略和軍事風險的性質和程度的評估。在準備風險評估時，參謀長聯席會議會審查與部隊的戰備狀態（現役部隊和預備役部隊）、衝突持續時間和作戰行動的強度水平，以及盟國和其他友好國家的支持水平相關的假設。
在向國會提交報告之前，主席向國防部長提供一份副本。部長對報告進行評估和評論，並在報告正式轉發時將這些評論提交給國會。具體來說，國防部長必須檢查主席認為「重大」的風險領域，並提供減輕這些風險的計畫。這種首先向國防部長，然後向國會提出的層級結構是根據美國法典第10條制定的，1986年的《戈德華特-尼科爾斯法案》對該法案進行了重大修改。該法案還調整了參謀長聯席會議主席（參謀長聯席會議）將諮詢置於軍事指揮體系中，並規定了書面報告和直接協商的組成和交付方式，參謀長聯席會議透過這些方式向政府傳達訊息和建議。《國家軍事戰略》與其他聯合出版物以及現任政府的《國家安全戰略》相互影響，以形成連貫、軍事資訊豐富且具有文職代表性的國家戰略。

## 歷史

### 2018年國家軍事戰略
2017年12月，川普政府發布了首個《國家安全戰略》，隨後於2018年1月發布了《國防戰略》。 緊接著，參謀長聯席會議主席約瑟夫·鄧福德將軍下令相應更新2016年的國家軍事戰略。到了2018年7月，鄧福德表示将向公眾提供經過更新的國家管理系统（NMS）的非機密版本。鄧福德的發言人帕特里克·賴德上校表示，在2018年12月，鄧福德批准了更新後的國家管理系統，並將其發送给國防部長和國會。至於2019年2月，萊德表示，“國家軍事戰略的非機密概述正在制定中，並將在未來向公眾發布。”他没有具體說明發布的時間。
2018年國家軍事戰略的非機密描述於2019年7月12日發布。

## 外部連結
- National Military Strategy, 1995 （页面存档备份，存于）
- National Military Strategy, 1997 （页面存档备份，存于）
- National Military Strategy, 2004
- National Military Strategy, 2015 （页面存档备份，存于）
- National Military Strategy, 2018, unclassified description （页面存档备份，存于）